# Баркулабівський літопис
Баркула́бівський літо́пис — українсько-білоруський[джерело?] літопис, складений наприкінці XVI — на початку XVII століття. Автором вважається священик білоруського містечка Баркулабово Оршанської області, Федір Филипович.

## Опис
Укладач твору — прихильник православ'я і політичний виразник інтересів тих сил, що прагнули до єднання українського і білоруського народів проти соціального та національного гноблення.
Уперше був опублікований 1877 Пантелеймоном Кулішем, який дав йому й назву. Літопис охоплює події 1562—1608, що відбувалися в Білорусі, Україні, Литві й Польщі. Подає інформацію про історію Баркулабова, Могильова, Орші, Полоцька, Мінська та інших міст. Головне місце займають оповідання про церковно-релігійне життя, подорож константинопольського патріарха Єремії II Траноса до Москви, гоніння на православ'я, боротьбу з унією і католицизмом, до яких автор ставиться вороже. Негативно характеризує ініціаторів Берестейської церковної унії 1596 р. Докладно описує Берестейський собор 1596, учасником якого був. Свідчить, що митрополитів і владик силою змушували присягати на унію, встановлювати нові свята, приймати григоріанський календар. 
Історичну цінність мають докладні відомості про місцеві події, стихійні лиха — неврожайні роки, повені, люті морози та великі сніги, дощі, епідемії тощо (зазначено, що в голодні роки білоруси масово переселялися в Україну). У Баркулабівському літописі чимало уваги приділено українським історичним і культурним подіям. Зокрема, розповідається про перебування в Білорусі, починаючи з 1587, реєстрових козаків і запорозьких козаків – Самійла Кішки, Івана Куцьковича та ін. Докладно описано повстання Наливайка 1594–1596 в білоруських краях, здобуття Могильова, шляхетських замків, а також поразку Наливайка на Сулі біля Лубен і страту його у Варшаві. 
Подано інформацію про перебування в Білорусі українських культурних діячів Ю. Рогатинця, С. Зизанія та Л. Зизанія, М. Смотрицького, заснування братств і шкіл тощо. Автор позитивно характеризує політику польського короля Стефана Баторія, пише про шляхетські міжусобиці й чвари під час виборів королів. Розповідає про польсько-литовську війну з московським царем Іваном IV Васильовичем Грозним і вбивство останнім сина, про спустошення московськими військами Могильова, Полоцька та навколишніх сіл, війну за Смоленськ, перемир'я Л.Сапіги з Московією. Подано відомості про Лжедмитрія II, який начебто дитиною був вивезений в Україну.